# Florencio Rodríguez Vaamonde
Florencio Rodríguez Vaamonde, né à Tui le 22 février 1807 et mort à Madrid le 10 juin 1886, est un homme politique espagnol.

## Biographie
Il fut député pour Orense en 1846, sénateur à vie en 1847, ministre de la Grâce et de la Justice dans le gouvernement de Joaquín Francisco Pacheco la même année, ministre du Gouvernement (Gobernación) entre 1863 et 1864 du gouvernement de Manuel Pando Fernández de Pinedo, président de l’Académie royale des sciences morales et politiques de 1869 jusqu’à sa mort, sénateurs pour La Corogne en 1876 et pour l’académie en 1877